# Manuel Asian Bejarano
Manuel Asian Bejarano (Coria del Río, 17 de febrer de 1977) és un exfutbolista andalús, que juga d'extrem dret, encara que va desenvolupar altres facetes, com lateral o migcampista.

## Trajectòria
Va començar a destacar a l'equip de la seua ciutat natal, per passar al Sevilla FC en categoria juvenil. Després de militar en els diversos equips de l'entitat, la temporada 96/97 debuta en primera divisió, tot disputant 4 partits eixe any, en que el Sevilla baixava a Segona.
No va tenir continuïtat al conjunt sevillà i la 97/98 la passa entre el CD Badajoz, on tot just juga 6 partits, i el Real Múrcia. La següent recala a l'Elx CF, on gaudeix de més minuts, tot signant una campanya discreta. Després de passar de nou pel Sevilla B, la temporada 00/01 juga amb el San Fernando, de Segona B, on recupera la titularitat i disputa 31 partits.
El bon paper al San Fernando fa que l'altre conjunt de la capital andalusa el fitxe. Asian passa al Real Betis B, sent titular en les dues campanyes que hi roman (01/03), però sense pujar al primer equip. L'estiu del 2003 fitxa per l'Hèrcules CF. A Alacant qualla una primera bona temporada, mentre la segona seria més irregular.
Al final de la temporada 04/05 deixa l'Hèrcules i recala al CD Dénia, de la Tercera valenciana. Ací romandria una temporada abans de tornar a Andalusia per militar a Los Palacios, un modest equip sevillà de Tercera Divisió.